# 산줄리아데로리아

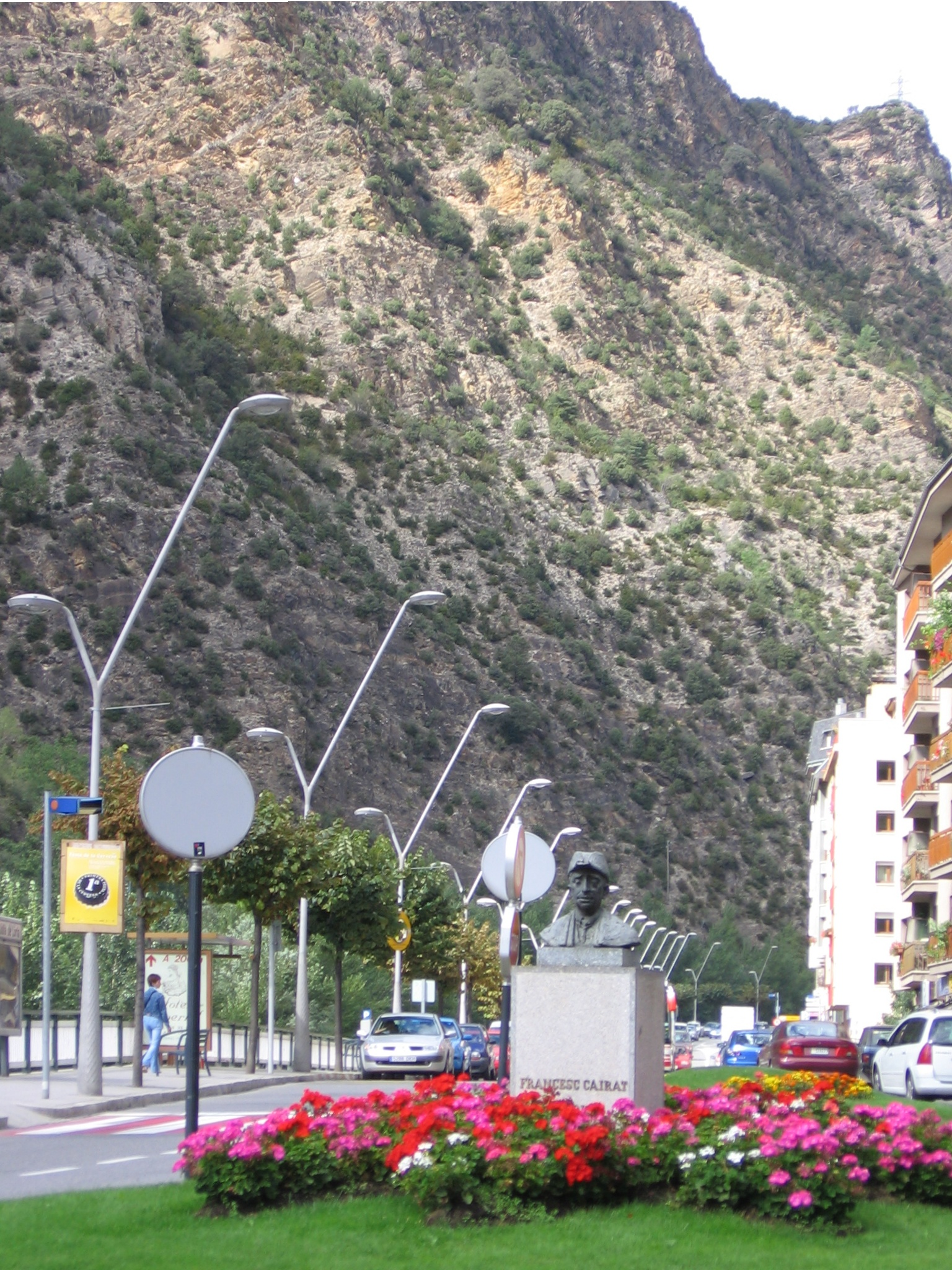
산줄리아데로리아 거리 근처에 있는 프란세스크 카이라트의 흉상

산트줄리아데로리아(카탈루냐어: Sant Julià de Lòria)는 안도라의 교구 중의 하나이다. 이 교구는 안도라의 최남단에 위치하고 있다. 산줄리아데로리아는 이 교구의 주요 마을 이름이기도 하다.

## 교육
- 안도라 대학교